# Tükör által homályosan
A Tükör által homályosan (eredeti cím: Såsom i en spegel) Ingmar Bergman 1961-ben forgatott, fekete-fehér lélektani drámája, a Bergman-féle Magány-trilógia első darabja (melyet az Úrvacsora és A csend című filmek követtek).
"Az Isten alászáll, és befészkeli magát egy emberbe. Először csak olyan, mint valamilyen súlyos dolognak a tudása, mint valami parancs. Fenyegető vagy kérlelő, visszataszító de izgató is. Aztán egyre jobban megismerteti magát, és az ember próbára teheti az Isten erejét, megtanulhatja szeretni, feláldozni magát érte, és eljuthat a teljes ürességig. Amikor eléri ezt az ürességet, az Isten birtokba veszi emberét, és vele végezteti el a munkáját. Aztán magára hagyja üresen, kiégve, megfosztva az evilági élet további lehetőségeitől. Ez történik Karinnal. A határvonal, amelyet át kell lépnie, a tapéta különös mintázata." – írta filmjéről Ingmar Bergman.
A film forgatókönyve (akárcsak a legtöbb Ingmar Bergman-filmé) többször jelent meg könyvkiadásban, olvasása önálló irodalmi élményként is megállja a helyét.

## Történet
A cselekmény 24 óra alatt játszódik, mialatt egy négytagú család egy távoli svédországi szigetre érkezik nyaralásra. Egyiküket, Karint (Harriet Andersson), aki skizofréniában szenved, kiengedik az elmegyógyintézetből. Karin férje, Martin (Max von Sydow) elmondja a lány apjának Davidnak (Gunnar Björnstrand), hogy Karin gyakorlatilag gyógyíthatatlan. Eközben Karin 17 éves öccse, Minus (Lars Passgård) bevallja a nővérének, hogy azt kívánja, bárcsak lehetne egy őszinte beszélgetése édesapjával, mert úgy érzi, megfosztották az apai szeretettől. David egy regényíró, aki alkotói válságban szenved, és nemrég tért vissza egy hosszú, külföldi utazásról. Bejelenti, hogy ismét elutazik egy hónapra, annak ellenére, hogy előtte megígérte, hogy marad. A többiek mérgesek lesznek viselkedése miatt. Végül mégis marad, majd a többiek örömmel jelentik be, hogy van egy meglepetésük számára, egy színdarab, amelyet Minus írt. David ezt rossz néven veszi, személye elleni támadásként, bár nem mutatja ki.
Aznap este, miután elutasította Martin közeledését, Karin felébred egy hangra, amelyet a tetőtérből hall. Amikor meghallja odafent a falból, a tapéta mögül kiszűrődő hangot, elájul. David egész éjszaka ébren marad, hogy egy kéziratán dolgozzon. Karin lép be a dolgozószobájába, mivel nem tud aludni. Minus is megjelenik később, kéri apját, hogy menjen ki vele a házból. Az egyedül maradt Karin felfedez David íróasztalán egy naplót, amelyből megtudja, hogy betegsége gyógyíthatatlan, és apja életének érzéketlenül rögzítette benne és betegségének minden egyes részletét.
Másnap reggel David és Martin horgászat közben összeveszik egymással Karin miatt. Martin azzal vádolja a férfit, hogy feláldozza a lányát a művészetéért, emellett érzéketlen, gyáva és hamis. David viselkedése kiterő, de elismeri, hogy sok igazság van Martin szavaiban. Elmondja, hogy a közelmúltban megpróbált öngyilkosságot elkövetni csónakját egy sziklához vezetve, de egy véletlenszerű áramlat megmentette életét.
Eközben Karin mesél öccsének a tetőtéren történt epizódról, és arra vár, hogy Isten megjelenjen neki a tapéta mögül. Minus szexuális frusztrációban szenved, amit Karin csak még jobban fokoz, amikor megtalálja a fiú által elrejtett férfimagazint a házban. Később a tengerparton, amikor Karin látja, hogy a vihar közeleg, egy hajóroncsra szalad, ahol reszketve bújik össze a félelemtől. Minus megy érte, akibe a lány belekapaszkodik.
Minus beszámol róla, hogy mi történt a hajóroncson, ezért Martin kihívja a mentőket. Karin kéri, hogy egyedül beszélhessen az apjával. Bevallja neki, hogy elmulasztotta a kötelességét férjével és öccsével szemben, továbbá egy hang azt mondta neki, hogy kutassa át David íróasztalát. Azt mondja, hogy végleg a kórházban kellene maradnia, mert nem élhet két valóság között, egyet választania kell. Mialatt csomagolnak, Karin a tetőtérre rohan, Martin és David is követi. Karin kijelenti, hogy Isten hamarosan kisétál a szekrényből, és kéri férjétől, hogy élvezze a pillanatot. Közben egy mentőhelikopter érkezik nagy zajt és rázkódást csinálva, a szekrényajtó is kitárul. Karin lelkesen előrelép, de aztán az őrület és a pánik lesz úrra rajta. Őrjöngve rohan el, majd hamarosan visszatér komorrá válva. Azt mondja, hogy Isten egy gonosz arcú pók volt, aki megpróbált beleszállni. Belenézett Isten szemébe, amely "hideg és nyugodt" volt, és amikor nem tudott beleszállni, visszavonult a falra. "Láttam Istent", jelenti ki.
Karin és Martin elmennek a helikopterrel. Minus bevallja apjának, hogy fél, mert amikor Karin belekapaszkodott a hajóroncsnál, látta rajta, hogy nagyon messze került a valóságtól. Megkérdi apját, hogy lehetséges-e így élni. David azt feleli, hogy lehetséges, ha van valami, ami megtartja. Elmondja Minusnak, hogy az ő reménye a szeretet. David megvitatja fiával, hogy a szeretet fogalma, hogyan kapcsolódik Istenhez, és az apa-gyermek kapcsolatát Isten észlelésén keresztül. Minus megkönnyebbült lesz, a boldogság könnyei csillognak szemében apjával történő komoly beszélgetése után: "Apám beszélt velem."

## Szereposztás
| Színész            | Szerep | Magyar hang (1993) |
| ------------------ | ------ | ------------------ |
| Harriet Andersson  | Karin  | Für Anikó          |
| Max von Sydow      | Martin | Szakácsi Sándor    |
| Gunnar Björnstrand | David  | Tolnai Miklós      |
| Lars Passgård      | Minus  | Görög László       |

## Díjak, jelölések
- Oscar-díj
  - 1962 – díj: legjobb idegen nyelvű film
  - 1963 – jelölés: legjobb eredeti forgatókönyv – Ingmar Bergman
- BAFTA-díj (1963)
  - jelölés: legjobb film
  - jelölés: legjobb külföldi színésznő – Harriet Andersson
- Berlini Nemzetközi Filmfesztivál (1962)
  - díj: OCIC-díj – Ingmar Bergman
  - jelölés: Arany Medve – Ingmar Bergman

## Fordítás
- Ez a szócikk részben vagy egészben  a   Through_Glass_Darkly (film) című angol Wikipédia-szócikk fordításán alapul.  Az eredeti cikk szerkesztőit annak laptörténete sorolja fel. Ez a jelzés csupán a megfogalmazás eredetét és a szerzői jogokat jelzi, nem szolgál a cikkben szereplő információk forrásmegjelöléseként.